# Phan Đình Trạc

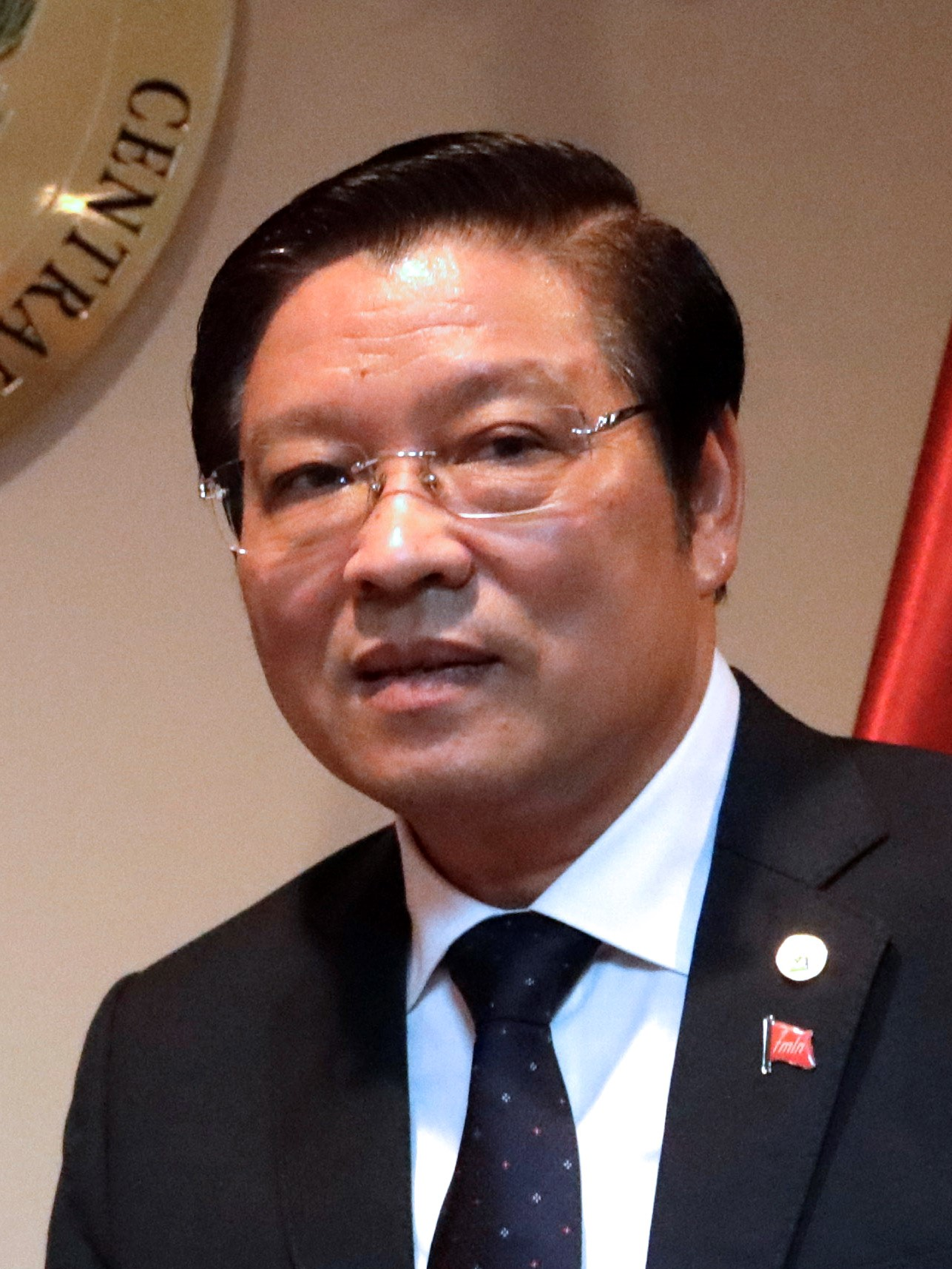
Phan Đình Trạc (5. Juli 2018)

Phan Đình Trạc (* 25. August 1958 in Diễn Lộc, Diễn Châu, Nghệ An, Nordvietnam) ist ein Politiker der Kommunistischen Partei Vietnams KPV (Đảng Cộng sản Việt Nam) in der Sozialistischen Republik Vietnam, der unter anderem seit 2021 Mitglied des Politbüros des Zentralkomitees (ZK) der KPV ist. Er ist zudem des Weiteren seit 2016 ZK-Sekretär sowie Vorsitzender der ZK-Kommission für Innere Angelegenheiten und damit insbesondere für die interne Kontrolle der Parteiarbeit zuständig.

## Leben
Phan Đình Trạc absolvierte ein Studium an der Universität für Volkssicherheit (Học viện An ninh nhân dân) und war daraufhin zwischen September 1980 und Oktober 1981 Beamter der Archivabteilung B des Innenministeriums, dem heutigen Ministerium für öffentliche Sicherheit. Danach wechselte er im November 1981 zur Sicherheitsbehörde von Vinh, der Hauptstadt der Provinz Nghệ An, und wurde dort 1983 stellvertretender Leiter sowie von 1984 bis April 1988 Leiter der Sicherheitsbehörde. Er war zugleich zwischen 1984 und Juli 1989 Mitglied des Exekutivkomitees des Parteikomitees im dortigen Polizeipräsidium. Im Mai 1988 wurde er stellvertretender Polizeipräsident von Vinh und bekleidete diese Funktion bis November 1992, wobei er zugleich zwischen August 1989 und November 1992 Sekretär des Parteikomitees der Polizei der Stadt Vinh war. Im Anschluss fungierte er zwischen Dezember 1992 und Januar 2001 als Stellvertretender Direktor der Polizeibehörde der Provinz Nghệ An und zudem von Januar bis Dezember 2000 als Sekretär des Parteikomitees der Provinzpolizeibehörde. Er war daraufhin von Februar 2001 bis September 2005 Direktor der Polizeibehörde der Provinz Nghệ An sowie daraufhin zwischen September 2005 und Dezember 2010 Vorsitzender des Volkskomitees dieses Provinz. Zuletzt hatte er den Rang eines Oberst (Đại tá) inne.
Er war des Weiteren von Januar 2001 bis Oktober 2005 Mitglied des Ständigen Ausschusses des Parteikomitees sowie zwischen Oktober 2005 und September 2010 zunächst stellvertretender Sekretär und anschließend von Oktober 2010 bis Dezember 2012 Sekretär des Parteikomitees der Provinz Nghệ An. Darüber hinaus wurde er 2002 erstmals Mitglied der Nationalversammlung (Quốc hội Việt Nam) und gehört dieser nach seinen Wiederwahlen 2007, 2011, 2016 und 2021 seit der elften Legislaturperiode an.
Auf dem XI. Nationalkongress der KPV (12. bis 19. Januar 2011) wurde Phan Đình Trạc erstmals Mitglied des ZK der KPV und gehört diesem Parteigremium nach seinen Wiederwahlen auf dem XII. Nationalkongress (20. bis 28. Januar 2016) und auf dem XIII. Nationalkongress (25. Januar bis 1. Februar 2021) seither an. Im Januar 2013 wurde er anfangs stellvertretender Vorsitzender sowie im Januar 2015 Ständiger stellvertretender Vorsitzender der ZK-Kommission für Innere Angelegenheiten und wurde als solcher von September 2015 bis März 2016 vom Politbüro auch zur Mitarbeit im Zentralen Lenkungsausschuss zur Korruptionsbekämpfung beauftragt. Seit Februar 2016 ist er Vorsitzender der ZK-Kommission für Innere Angelegenheiten sowie darüber hinaus seit März 2016 auch Ständiger stellvertretender Leiter des Zentralen Lenkungsausschusses für Korruptionsbekämpfung. Auf dem 6. Plenum des XII. ZK wurde er im Oktober 2017 zusätzlich als Mitglied in das Sekretariat des Zentralkomitees der Partei gewählt.
Nach seiner Wiederwahl zum Mitglied des ZK der KPV wurde Phan Đình Trạc auf dem XIII. Nationalkongress im Januar 2021 auch erstmals zum Mitglied des Politbüros des ZK gewählt. Im derzeitigen XIII. Politbüro nimmt er in der Parteihierarchie nunmehr den achten Rang unter den 18 Politbüromitgliedern ein. Im April 2021 wurde er zudem vom Politbüro auch wieder zum Mitglied des Sekretariats des ZK ernannt. Im Oktober 2022 gehörte er zur Delegation, die unter Leitung des KPV-Generalsekretärs Nguyễn Phú Trọng die Volksrepublik China besuchte. Darüber hinaus nimmt er als ZK-Sekretär und Vorsitzender der ZK-Kommission für Innere Angelegenheiten innerhalb der Partei- und Staatsführung auch repräsentative Funktionen wie den Empfang in- und ausländischer Delegationen wahr und ist insbesondere für die interne Kontrolle der Parteiarbeit zuständig.